# Imperial LeBaron (1974–1975)
Der Imperial LeBaron war ein Oberklassefahrzeug, das in den Modelljahren 1974 und 1975 unter der zum Chrysler-Konzern gehörenden Marke Imperial angeboten wurde. Die teuren und großen Limousinen und Coupés konkurrierten mit den Fahrzeugen von Cadillac und Lincoln, konnten sich aber gegen sie nicht durchsetzen. Die Produktionszahlen fielen 1975 auf die niedrigsten Werte in der zwanzigjährigen Geschichte der Marke. Der Misserfolg des LeBaron führte im Sommer 1975 dazu, dass Chrysler die Marke Imperial einstellte. Abgesehen von einem 1981 eingeführten Luxuscoupé waren die Fahrzeuge der Jahrgänge 1974 und 1975 damit die letzten Automobile, die als Imperial verkauft wurden. In den Jahren 1976 bis 1978 wurden die Autos technisch und äußerlich unverändert unter der Bezeichnung Chrysler New Yorker Brougham vertrieben.

## Entstehungsgeschichte
Chrysler hatte seit den 1920er-Jahren seine größten und teuersten Fahrzeuge unter der Bezeichnung Chrysler Imperial verkauft. Der Begriff Imperial war dabei zunächst lediglich eine Modellbezeichnung gewesen. 1955 wurde Imperial zu einer eigenständigen Marke aufgewertet. Die Imperials, die seitdem die Spitzenmodelle des Konzerns darstellten, nutzten jeweils die Technik von Chryslers Full-Size-Fahrzeugen, trugen aber zumeist eine eigenständige Karosserie. Seit 1967 basierten die Imperials wie der Chrysler Newport, der Chrysler New Yorker und die Spitzenmodelle von Dodge und Plymouth auf der C-Plattform, hatten aber einen längeren Radstand als die übrigen Modelle. 1969 erschien die sechste Imperial-Generation, deren Karosseriegestaltung dem sog. Fuselage-Design folgte; auf ihr basierte auch die technisch identische, aber äußerlich überarbeitete siebte Generation (1972 bis 1973).
Für das Modelljahr 1974 gestaltete Chrysler die Karosserien der Full-Size-Modelle aller zum Konzern gehörenden Marken neu. Die achte Generation der Imperials erhielt – wie schon in der Generation davor – keine eigenständige Karosserie mehr, für 1974 war jedoch nun auch der Radstand identisch mit dem der Chrysler-Modelle. Die Aufbauten der Imperials waren baugleich mit dem der Chrysler-Modelle, sie unterschieden sich äußerlich nur durch eine individuelle Front- und Heckpartie voneinander: Die Imperial wiesen vorne einen eleganten Kühlergrill mit feinen, senkrechten Streben auf und die Scheinwerfer waren bei Imperial im ausgeschalteten Zustand hinter in Wagenfarbe gehaltenen Klappen verborgen. Auch wiesen Imperial eine wesentlich umfangreichere Serienausstattung auf als die Chrysler-Modelle.
Die Angleichung an die Chrysler-Modelle war in erster Linie wirtschaftlichen Gesichtspunkten geschuldet. Chrysler war seit den frühen 1970er-Jahren wirtschaftlich angeschlagen und konnte es sich nicht leisten, für ein in geringen Stückzahlen produziertes Modell eine eigenständige Karosserie zu entwickeln. In der Öffentlichkeit wurde dies kritisch wahrgenommen. In den Augen einiger Beobachter hatte Imperial dadurch seine Eigenständigkeit verloren; einige Enthusiasten waren sogar der Ansicht, Imperial sei nicht erst im Sommer 1975, sondern in Wirklichkeit „bereits im Herbst 1973 gestorben“.
Chrysler versuchte, die mangelnde Eigenständigkeit der Imperial-Modelle durch einige aufwändige technische Lösungen auszugleichen. Die Autos wiesen dementsprechend eine hochwertige, teilweise innovative Ausstattung auf, die sich von denen der großen Chrysler-Modelle abhob. Gleichwohl gelang es Imperial nicht, gegenüber Cadillac und Lincoln Boden gut zu machen.

## Modellbeschreibung

### Einheitsmodell
In den 1950er- und 1960er-Jahren hatte Imperial üblicherweise drei Baureihen angeboten, die sich durch unterschiedliche Ausstattungsniveaus und Stylingdetails unterschieden; die Differenzierung wurde dabei unter anderem durch unterschiedliche Modellbezeichnungen wie Imperial Custom (Basis), Imperial Crown (mittleres Ausstattungsniveau) sowie Imperial LeBaron (Spitzenmodell) dokumentiert. Diese Differenzierung hatte Imperial bereits mit der sechsten Serie (seit 1971) aufgegeben; seitdem wurde nur noch eine Baureihe mit der Bezeichnung Imperial LeBaron angeboten. In den Jahren 1974 und 1975 setzte Imperial die Beschränkung auf eine einzige Serie fort: Sämtliche Imperials der Modelljahre 1974 und 1975 trugen die Modellbezeichnung LeBaron. Der Name bezog sich auf einen 1920 von Raymond Dietrich gegründeten amerikanischen Karosseriehersteller, der 1935 von Chrysler übernommen worden war. Die etablierte Bezeichnung Crown wurde daneben im Frühjahr 1974 für ein besonders hochwertiges Coupé wiederbelebt.

### Karosserie

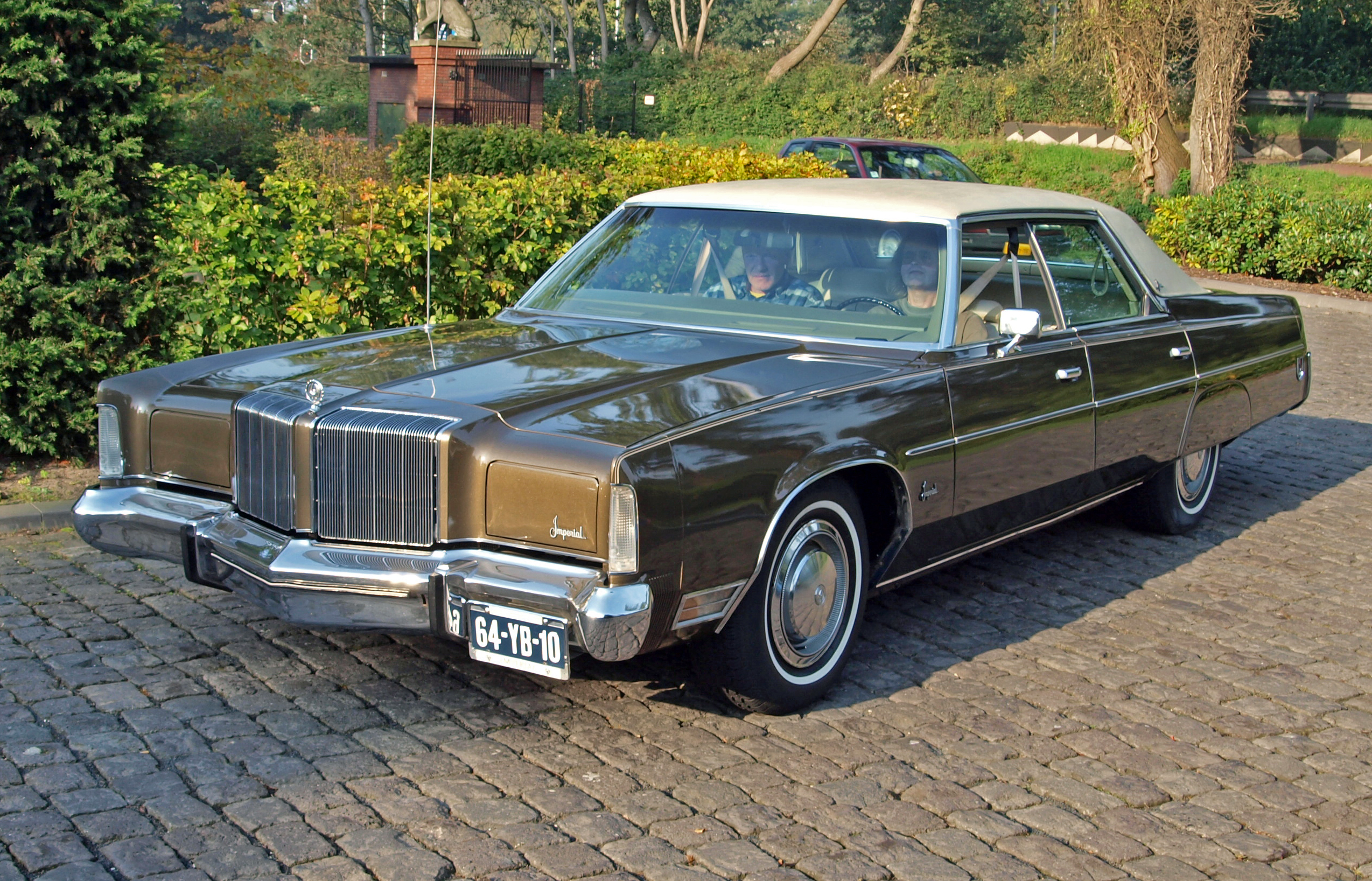
Imperial LeBaron Hardtop Sedan (1974)

Die Imperials der Modelljahre 1974 und 1975 waren als zweitürige Coupés und viertürige Limousinen erhältlich. Sie waren Hardtop-Fahrzeuge im traditionellen Sinne, hatten also rahmenlose Seitenfenster und keine B-Säule. Die Dachlinie des Coupés und der Limousine waren ab 1974 im Profil identisch; bei den früheren Modellgenerationen hatte das Coupé jeweils ein knapper geschnittenes Dach gehabt als die Limousine.
Die Rohkarosserie des Imperial war mit der des Chrysler New Yorker identisch. Mit ihm teilte sich der Imperial das Dach, die Türen, die Kotflügel und die Verglasung.
Die Frontpartie war hingegen eigenständig. Sie bestand aus einer einteiligen, aus Kunststoff gefertigten Maske, die am Vorderwagen befestigt war. Zentrales Gestaltungselement war ein schmaler, aufrecht stehender Kühlergrill, der aus Zink gefertigt war  und dessen Format amerikanische Beobachter gelegentlich an einen Rolls-Royce-Kühler erinnerte. Der Grill trug verchromte senkrechte Streben, die am oberen Ende ein kurzes Stück waagerecht verliefen. Wegen dieser Besonderheit erhielt das Design die Bezeichnung Waterfall Grill (Wasserfallgrill). Das Design des Grills wurde 1977 vom Chrysler LeBaron, einem auf der M-Plattform basierenden Luxusfahrzeug der Mittelklasse, übernommen, fand sich daneben aber auch bei einigen Produkten der GM-Marke Oldsmobile wie dem Cutlass von 1973.
Anders als bei den großen Chrysler-Modellen befanden sich die Scheinwerfer hinter Abdeckungen, die in Wagenfarbe lackiert waren. An der Heckpartie war ebenfalls eine eigenständige Maske installiert; während die Leuchteinheiten der großen Chrysler-Modelle waagerecht angeordnet waren, verfolgte Imperial hier seine Markentradition weiter und nutzte wie in den Jahren zuvor ein vertikales Layout (sog. Teadrop-Design).

### Technik
Die Imperials der achten Generation nutzten die Technik von Chryslers C-Plattform. Anders als in den Jahren zuvor, war der Radstand nicht mehr länger als bei den großen Chrysler-Modellen. Als Antrieb wurde ausschließlich Chryslers größter Motor verwendet: ein Achtzylinder-V-Motor im 7,2 Litern Hubraum und einer Leistung von 215 SAE-PS. Gegenüber den Vorjahrestriebwerken wurde das Verdichtungsverhältnis reduziert, um einen Betrieb mit Normalbenzin zu ermöglichen. Die Kraftübertragung erfolgte über eine TorqueFlite-Automatik mit drei Vorwärtsgängen.
Die Imperials der Jahrgänge 1974 und 1975 waren – abgesehen von der Chevrolet Corvette – die ersten Fahrzeuge aus amerikanischer Produktion,  die serienmäßig mit vier Scheibenbremsen ausgerüstet waren. Chrysler behielt dieses Ausstattungsmerkmal bis 1975 bei, kehrte dann aber konzernweit davon ab. Ab 1976, als das Auto unter dem Namen Chrysler New Yorker vertrieben wurde, waren an der Hinterachse wiederum nur Trommelbremsen verfügbar, und auch die auf dem J-Body basierenden Imperial-Luxuscoupés der Modelljahre 1981 bis 1983 hatten hinten Trommelbremsen.

### Das Imperial LeBaron Crown Coupé

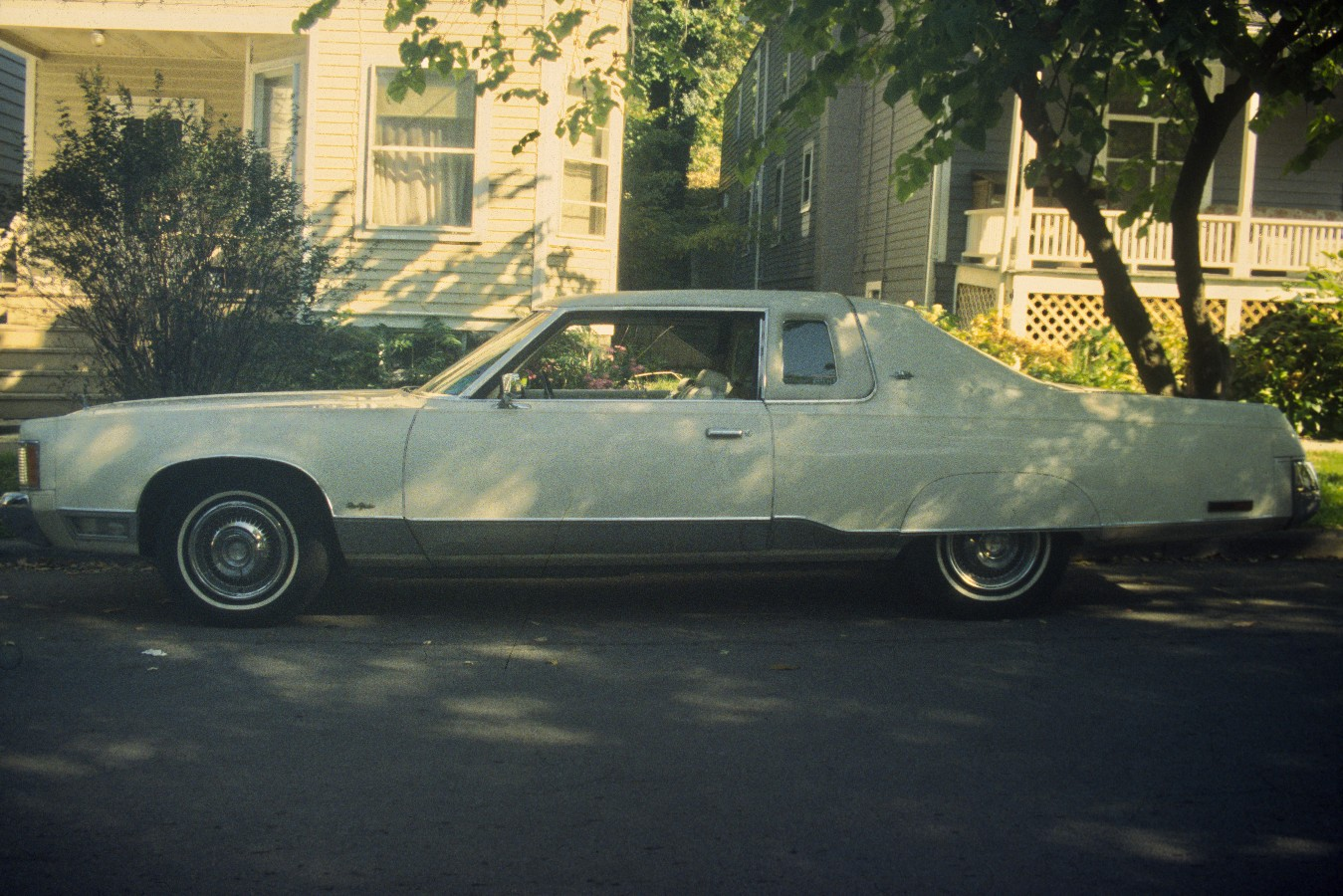
Besonderes Detail des Crown Coupé: Ein auf den vorderen Wagenteil beschränktes Vinyldach (hier am baugleichen Chrysler New Yorker)

Eine Besonderheit war das Crown Coupé, das im Frühjahr 1974, kurz vor Ende des ersten Modelljahres, eingeführt wurde.
Äußerlich war es an einer ungewöhnlichen Dachverkleidung zu erkennen: Das Dach des Crown-Coupé war im vorderen Bereich bis zu den hinteren Seitenfenstern mit Vinyl bespannt, während der Dachabschluss im Bereich der C-Säule aus unverkleidetem Metall bestand und in Wagenfarbe lackiert war. Damit wurde die herkömmliche Konzeption des Landau-Dachs, bei dem sich der Vinylbezug ausschließlich über dem hinteren Dachteil befand, umgekehrt. Das Crown Coupé des Jahrgangs 1974 war in Goldmetallic lackiert; der Vinylbezug war ebenfalls in einem Goldton gehalten. Im Innern war wahlweise goldener Stoff oder goldfarbenes Leder erhältlich. 1975 waren acht Farbkombinationen möglich.
Die Produktion des Crown Coupés war ausgelagert. Die Basisfahrzeuge entstanden zwar bei Chrysler, die Umbau des Dachs erfolgte indes bei der American Sunroof Corporation. Das Crown Coupé war 527 Dollar teurer als das Basismodell. 1974 entstanden lediglich 57 Exemplare des Crown Coupé.
Ein vergleichbares Dachdesign war von 1974 bis 1978 für das Chrysler New Yorker Brougham Coupé lieferbar. Dort hieß es St. Regis Option.

## Produktionsumfang und Scheitern

### Produktion
Chrysler nahm die Produktion des Imperial am 25. September 1973 auf; das letzte Fahrzeug wurde am 12. Juni 1975 hergestellt.
Chrysler hatte anfänglich geplant, 1974 doppelt so viele Imperials zu verkaufen wie 1973. Danach hätten etwa 32.000 Fahrzeuge entstehen müssen. Tatsächlich konnten 1974 nur 14.426 Fahrzeuge hergestellt werden, was noch unter dem Niveau von 1973 lag. 1975 schließlich fiel die Produktion auf den tiefsten Stand in der Geschichte der Marke: Im gesamten Modelljahr stellte Chrysler nur 8.830 Fahrzeuge her.
Die Produktion der Imperial-Modelle 1974 und 1975:
| Jahrgang | Hardtop Sedan | Hardtop Coupé |
| -------- | ------------- | ------------- |
| 1974     | 10.576        | 3.850         |
| 1975     | 6.102         | 2.728         |

### Scheitern
Der Grund für das Scheitern der Modelle wird in erster Linie in der ersten Ölkrise gesehen. Die achte Generation der Imperials wurde ab September 1973 verkauft. Einen Monat später brach die erste Ölkrise aus, die das Kaufverhalten amerikanischer Kunden wesentlich veränderte. Kleinere, sparsamere Autos waren nun gefragt. 1974 und 1975 waren große, schwere Autos wie der Imperial nur noch schwer abzusetzen. Das traf alle Hersteller von Oberklassefahrzeugen. Im Falle des Imperial kam hinzu, dass amerikanische Kunden mit der Marke trotz ihrer zwanzigjährigen Existenz ein weniger exklusives Image verbanden als mit Cadillac oder Lincoln. So wurden die Imperials in der Presse nach wie vor abschätzig als Chrysler Imperials bezeichnet. Diese Geringschätzung wurde durch die äußere Verwandtschaft des Imperial zu den preiswerteren Chrysler-Modellen noch unterstützt. Schließlich investierte Chrysler 1974 nur wenig und 1975 gar kein Geld mehr in Werbung für den Imperial; der Werbeetat des Unternehmens wurde weitestgehend für den neu eingeführten Cordoba verwendet.

## Imperials in der Presse
Kriterienübergreifend wurde die Größe des Imperial kritisiert. Das 1975er Coupé wurde als ein „Auto für ein großes Ego“ beschrieben, das ein „Extrem der schlechten Raumausnutzung, der Materialverschwendung und der fehlenden Wirtschaftlichkeit“ sei.
In technischer Hinsicht wurde Imperial als seinen Konkurrenten, dem Cadillac DeVille und dem Lincoln Continental überlegen angesehen. Insbesondere die Lenkung und die Federung wurden gelobt, und das Armaturenbrett wurde als klar verständlich aufgebaut empfunden. Die Tester sahen das Interieur als hochwertig und geschmackvoll an; insbesondere die weichen Echtlederbezüge der Sitze wurden gelobt. Das Holzimitat sei an Plätzen angeordnet, an denen eine sinnvolle Verwendung von Holz tatsächlich möglich sei.

## Fortführung als Chrysler

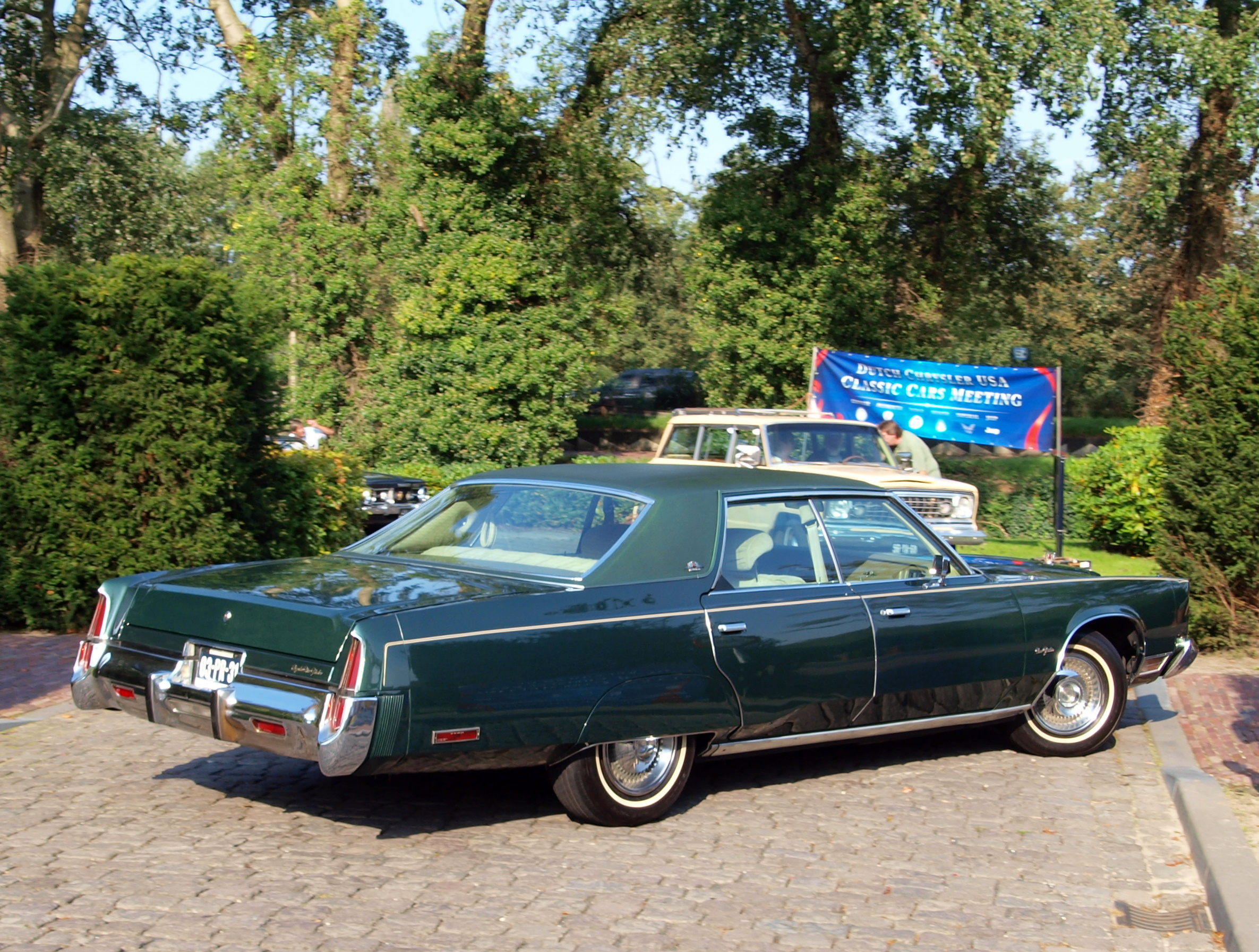
Erbe des Imperial LeBaron: Der Chrysler New Yorker Brougham der Modelljahre 1976 bis 1978

Nach der Einstellung der Marke Imperial setzte die Produktion der großen Limousinen und Coupés noch drei Jahre lang fort. Von 1976 bis 1978 wurden die Wagen unter der Bezeichnung Chrysler New Yorker Brougham verkauft, ohne dass sie grundlegende technische oder optische Änderungen erfahren hatten. Allerdings entfielen technische Besonderheiten wie die hinteren Scheibenbremsen und das Antiblockiersystem. Die Verkaufspreise des New Yorker waren etwa 2000 $ niedriger als die der bisherigen Imperial-Modelle. Das wirkte sich positiv auf den Absatz aus: 1976 konnten mit knapp 40.000 Wagen viermal so viele Autos verkauft werden wie 1975; 1977 waren es sogar 75.000 und 1978 noch einmal etwas über 40.000 Exemplare. In den Jahren 1976 bis 1978 fand der Chrysler New Yorker Brougham damit mehr Käufer als die getrennt vermarkteten New-Yorker- und Imperial-Modelle in den Jahren 1974 und 1975.

## Technische Daten
| Imperial LeBaron                     | Imperial LeBaron                             |
| ------------------------------------ | -------------------------------------------- |
| Motor:                               | Achtzylinder-V-Motor (Viertakt)              |
| Hubraum:                             | 7.212 cm³                                    |
| Bohrung × Hub:                       | 109.7 × 95,2 mm                              |
| Leistung:                            | 215 SAE-PS                                   |
| Verdichtung:                         | 8,2 : 1                                      |
| Gemischaufbereitung:                 | 1 × Doppel-Registervergaser                  |
| Ventilsteuerung:                     | untenliegende Nockenwelle                    |
| Kühlung:                             | Wasserkühlung                                |
| Getriebe:                            | Automatisches Dreiganggetriebe (TorqueFlite) |
| Radaufhängung vorn:                  | Unabhängig, Drehstabfeder                    |
| Radaufhängung hinten:                | Starrachse, Blattfedern                      |
| Bremsen:                             | vorne und hinten Scheibenbremsen             |
| Karosserie:                          | Stahl, selbsttragend mit Hilfsrahmen         |
| Radstand:                            | 3.149 mm                                     |
| Abmessungen (Länge × Breite × Höhe): | 5.867 × 2.024 × 1.384 mm                     |
| Leergewicht:                         | 2.550 kg                                     |
| Höchstgeschwindigkeit:               | 176 km/h                                     |